# Киренков, Тимофей Петрович
Тимофей Петрович Киренков (1907—1947) — старшина Рабоче-крестьянской Красной Армии, участник Великой Отечественной войны, Герой Советского Союза (1944).

## Биография
Тимофей Киренков родился 8 июня 1907 года в селе Ямское (ныне — Хвойнинский район, Новгородская область). В 1927 году он окончил первый курс Ленинградского юридического института, после чего работал следователем. В 1929—1932 годах Киренков служил в Рабоче-крестьянской Красной Армии. Позднее призывался в 1937 и 1939 годах, участвовал в боях на озере Хасан и советско-финской войне. В октябре 1941 года Киренков в четвёртый раз был призван в армию. Принимал участие в боях на Западном, Брянском, Центральном, 1-м Украинском, 2-м и 1-м Белорусских фронтах. Участвовал в битве за Москву, боях подо Ржевом, Курской битве, освобождении Украинской ССР. К сентябрю 1943 года старшина Тимофей Киренков командовал отделением боепитания 1323-го стрелкового полка 415-й стрелковой дивизии 61-й армии Центрального фронта. Отличился во время битвы за Днепр.
27 сентября 1943 года Киренков переправился через Днепр в районе хутора Змеи Репкинского района Черниговской области Украинской ССР и оказался в одиночку в окружении врагов. Он лично уничтожил из автомата двух солдат противника, а остальных забросал гранатами, после чего соединился с группой товарищей. Когда во время переправы продуктов и боеприпасов плот Киренкова был уничтожен вражеским снарядом, он вплавь доставил груз, благодаря чему советские части на плацдарме смогли успешно продолжать вести бой. В тех боях Киренков уничтожил 11 немецких солдат и офицеров.
Указом Президиума Верховного Совета СССР «О присвоении звания Героя Советского Союза генералам, офицерскому, сержантскому и рядовому составу Красной Армии» от 15 января 1944 года за «образцовое выполнение боевых заданий командования по форсированию реки Днепр и проявленные при этом мужество и героизм» за «мужество и героизм, проявленные при форсировании Днепра» старшина Тимофей Киренков был удостоен высокого звания Героя Советского Союза с вручением ордена Ленина и медали «Золотая Звезда» за номером 2982.
В дальнейшем Киренков участвовал в освобождении Белорусской ССР, Польши, боях в Германии. В 1946 году в звании лейтенанта он был уволен в запас. Проживал в городе Боровичи Новгородской области, работал в местной конторе связи. Скоропостижно скончался 29 января 1947 года.
Был также награждён орденами Красной Звезды и Славы 3-й степени, рядом медалей.

## Память
В честь Киренкова названа улица в посёлке Хвойная.